# اش (ایزد)
اش (به انگلیسی: Ash) در مصر باستان، ایزد واحه‌های حاصلخیز واقع در لیبی که همچنین با نام «فرمانروای لیبی» نیز شناخته می‌شد، و باغ‌های انگور از دلتای نیل غربی و در نتیجه به عنوان یک ایزد خوش‌خیم در نظر گرفته می‌شد. او را به عنوان یکی از ایزدان صحرا گاهی با ست مرتبط می‌دانستند.

## اسطوره‌شناسی
او توسط مصریان باستان به عنوان خدای قبایل لیبو و تینهو، شناخته شده بود. در نتیجه اش به عنوان پروردگار لیبی، مناطق مرزی غربی اشغال شده توسط قبایل لیبو و تینهو (مناطقی تقریباً با مساحت کشور لیبی امروزی) شناخته شده بود. همچنین ممکن است که او در آمبوس، به عنوان یک ایزد اصلی پرستش می‌شده‌است.
در اسطوره‌شناسی مصری، به عنوان خدا آبادی، «اش» با ست، که در اصل خدای بیابان بود همراه بوده، و از بیابان‌ها محافظت می‌کرد.

## پیکربندی
اش معمولاً با بدن یک انسان دارای سر یک شاهین، کرکس یا شیر به تصویر کشیده می‌شد. در برخی از تصاویر «اش» بر خلاف دیگر ایزدان مصری او را با چند سر نشان داده شده‌است.